# Larceny (película de 2017)
Larceny (conocida en España como El infiltrado) es una película de acción y suspenso de 2017, dirigida por R. Ellis Frazier, escrita por Benjamin Budd, Sholom Gelt y Scott Windhauser, musicalizada por Chris Bezold, en la fotografía estuvo Jorge Roman y los protagonistas son Dolph Lundgren, Louis Mandylor y Isaac C. Singleton Jr., entre otros. El filme fue realizado por Badhouse Studios Mexico, Parkside Pictures y Tadross Media Group, se estrenó el 9 de marzo de 2017.

## Sinopsis
Un grupo de delincuentes asalta una cárcel de México de máxima seguridad con el objetivo de atracar al narcotraficante más importante. Mucha acción, armas humosas, combates y políticos corruptos.